# Mitsubishi T-2
Mitsubishi T-2 là một loại máy bay huấn luyện phản lực siêu thanh do Mitsubishi thiết kế sản xuất và được sử dụng bởi Lực lượng Phòng vệ Trên không Nhật Bản (JASDF). Đây là mẫu máy bay đầu tiên do Nhật Bản thiết kế có thể phá vỡ rào cản âm thanh. Nó là cơ sở nền tảng để phát triển máy bay chiến đấu Mitsubishi F-1. Tất cả những chiếc T-2 đã ngừng hoạt động và loại khỏi biên chế vào năm 2006.

## Phát triển
Sau chiến tranh thế giới thứ hai, Nhật Bản không có máy bay chiến đấu phản lực hiện đại cho mục đích phòng thủ lãnh thổ quốc gia. Hai thập kỷ sau đó, Lực lượng Phòng vệ Trên không bắt đầu xem xét việc phát triển một loại máy bay phản lực siêu thanh có tên tạm thời là "TX".
Nhật Bản nhận ra rằng máy bay huấn luyện phản lực cận âm Fuji T-1 đã không đáp ứng được khả năng huấn luyện cho các phi công thực tập cách xử lý phức tạp và khó khăn trên những chiếc tiêm kích có tốc độ Mach 2 như Lockheed F-104J Starfighter và McDonnell Douglas F-4EJ Phantom. Do đó, năm 1964–1965, JASDF bắt đầu nghiên cứu một loại máy bay huấn luyện mới tên TX, được kỳ vọng cũng sẽ tạo cơ sở nền tảng cho loại máy bay cường kích một chỗ ngồi trong tương lai là SF-X.
Nhật Bản cũng cân nhắc mua máy bay nước ngoài thay vì phát triển máy bay mới khi Hoa Kỳ chào bán Northrop T-38 Talon và tập đoàn Anh/Pháp SEPECAT mời chào SEPECAT Jaguar. Nhật đã xem xét cả hai loại máy bay này một cách cẩn thận và cố gắng đàm phán để được cấp phép sản xuất Jaguar, nhưng những kế hoạch này thất bại, có thể là do chủ nghĩa dân tộc và các khoản thanh toán tiền bản quyền cao mà SEPECAT yêu cầu. Cuối cùng, Nhật quyết định tự thiết kế máy bay gần giống với Jaguar để đáp ứng nhu cầu của riêng mình.
Năm 1967, các công ty hàng không Nhật Bản gồm có Fuji, Kawasaki, Mitsubishi từng gửi đề xuất thiết kế nhận thầu dự án. Tháng 9 năm 1967, dưới sự chỉ đạo của nhà thiết kế chính là tiến sĩ Kenji Ikeda, thiết kế của Mitsubishi đã được chọn. Hợp đồng chính thức phát triển XT-2 được ký kết vào ngày 30 tháng 3 năm 1968, với Mitsubishi là nhà thầu chính và Fuji là nhà thầu phụ chính. Một số hợp đồng phụ với các công ty hàng không vũ trụ và các nhà sản xuất hàng không nhỏ khác cũng được ký kết.
Đến tháng 3 năm 1969, việc thiết kế hoàn thành, nguyên mẫu XT-2 được đưa ra thị trường vào ngày 28 tháng 4 năm 1971, chuyến bay đầu tiên diễn ra ngày 20 tháng 7 năm 1971, giới thiệu ra công chúng năm 1975. Ngoài XT-2 ra còn có thêm 3 nguyên mẫu nữa, và trở thành dòng máy bay đầu tiên do Nhật Bản thiết kế có thể bay đạt vận tốc phá vỡ rào cản âm thanh. Trong số 4 nguyên mẫu thì có 2 nguyên mẫu trang bị vũ khí và 2 nguyên mẫu không vũ trang.
Tổng cộng có 90 chiếc T-2 được sản xuất, bao gồm 28 chiếc T-2(Z) không trang bị vũ khí, chữ "Z" viết tắt của "Zenkigata (nghĩa là mẫu giai đoạn đầu)"; và 62 chiếc T-2(K) có trang bị vũ khí, chữ "K" viết tắt của "Kokigata (mẫu giai đoạn sau)"; một số nguồn dịch tên của các biến thể này lần lượt là T-2A và T-2B. Thêm hai chiếc T-2(Z) nữa được chế tạo nhưng đã bị sửa đổi cho chương trình máy bay chiến đấu tấn công S-FX / F-1. Chiếc T-2 cuối cùng xuất xưởng khỏi dây chuyền lắp ráp vào năm 1988.

## Thiết kế
T-2 và SEPECAT Jaguar có cấu hình tổng thể và một số chi tiết giống nhau. Đặc biệt, T-2 còn được trang bị hai động cơ tuốc bin phản lực cánh quạt Rolls-Royce Turbomeca Adour, đây cũng là động cơ sử dụng cho Jaguar. Rolls-Royce Turbomeca Adour của T-2 được tập đoàn Ishikawajima-Harima Heavy Industries chế tạo theo giấy phép với tên gọi "TF40-IHI-801A".
Mặc dù giống nhau nhưng T-2 không phải là bản sao của Jaguar vì có thể phân biệt được hai máy bay này khi nhìn thoáng qua, T-2 có hình dáng giống phi tiêu khi nó dài hơn đáng kể và có sải cánh ngắn hơn rõ rệt so với Jaguar. T-2 cũng có nhiều điểm khác biệt về chi tiết. Ví dụ, vì JASDF không có yêu cầu máy bay phải đáp trên địa hình gồ ghề nên T-2 có thiết bị hạ cánh là một bánh xe đáp thông thường chứ không phải là dạng bánh đáp hạng nặng đặc biệt của Jaguar.
T-2 được chế tạo chủ yếu bằng hợp kim nhôm, mặc dù có một số đặc điểm sử dụng titan chọn lọc. Cánh chính thuộc dạng cánh cao có góc quét mép trước là 42,5°; góc tạo thành giữa độ nghiêng xuống của cánh và mặt phẳng đuôi là 9° (anhedral). Các đặc điểm đáng chú ý là có "phần mở rộng ở gốc mép cánh trước (leading edge root extensions - LERX)" và các thanh gờ hỗ trợ điều khiển khí động lực học trên mép cánh trước (leading edge slat) dài bằng sải cánh, với phần mở rộng nhô ra trên thanh gờ (răng chó - dogtooth) nằm ở phía ngoài, mặc dù răng chó không chia tách thanh gờ. Có một cánh tà (flap) đơn dài ¾ sải cánh ở mép cánh sau, không giống như Jaguar là cánh tà dài bằng sải cánh và bị tách đôi có rãnh, nhưng T-2 lại có hai tấm chắn luồng không khí (spoiler) gắn trên mỗi cánh chính ngay phía trước cánh tà để kiểm soát khí động lực bay, thay vì là dạng cánh tà kiểm soát bên (aileron) như của Jaguar. Không có thùng nhiên liệu nằm bên trong cánh T-2.
Cụm đuôi là loại thông thường, có các cánh đuôi chuyển động toàn phần dạng tấm, góc tạo thành giữa độ nghiêng xuống của cánh đuôi và mặt phẳng đuôi là 15° (anhedral). Các vây bụng giữ cho cánh đuôi thoát khỏi khí thải của động cơ trong khi vẫn cho phép chúng duy trì hiệu quả trong quá trình rửa cánh. Giống như Jaguar, có một vây bụng cố định ở phía dưới mỗi ống xả khí thải, và có hai phanh hơi vận hành bằng thủy lực được lắp ngay phía trước mỗi vây bụng.
Mỗi động cơ Adour cung cấp lực đẩy khô tối đa là 22,75 kN (5.115 lbf) và lực đẩy khi đốt nhiên liệu phụ trội tăng áp (đốt sau) là 32,49 kN (7.305 lbf). TF40-IHI-801A không có tính năng "hâm nóng van tiết lưu một phần" như của phiên bản Adour 102, đây là một tính năng giữ an toàn khi tắt động cơ. T-2 chưa bao giờ được tái trang bị với các biến thể động cơ Adour mạnh hơn, trong khi Jaguar sau cùng được tái trang bị Adour 104, việc này khiến cho T-2 có phần kém hiệu quả hơn. Cửa hút không khí có hình chữ nhật cố định, gắn kết hợp với tấm kim loại chia tách giữa cửa hút và thân máy bay, cùng với một bộ cửa hút khí phụ tải bằng lò xo phía sau môi nạp để tăng luồng không khí khi máy bay chạy trên mặt đất. Có những cánh cửa lớn bên dưới thân máy bay giúp dễ dàng tiếp cận với động cơ để bảo dưỡng.
Thiết bị hạ cánh ba bánh của T-2 đều là bánh đơn, với bánh lái ở dưới mũi máy bay hướng về phía sau, còn bánh chính chịu tải hướng về phía trước vào thân máy bay, xoay 90° để nằm phẳng và tích hợp hệ thống kiểm soát chống trượt. Bánh lái hơi lệch về bên phải, với một cánh gió nhỏ thẳng đứng cố định được gắn phía trước nó để bù cho xu hướng gây ra hiện tượng lệch hướng bánh lái kéo dài. Một móc hãm tốc độ được lắp dưới đuôi phía sau ống xả động cơ.

### Kíp lái và an toàn
Kíp lái có 2 người gồm học viên ngồi phía trước và người hướng dẫn bay ngồi phía sau trên vị trí cao hơn để có tầm nhìn tốt về phía trước. Có một tấm chắn gió ở giữa hai buồng lái. Kíp lái ngồi trên ghế phóng Weber ES-7J zero-zero (độ cao bằng không, tốc độ bằng không) do Daiseru chế tạo. Những chiếc ghế phóng có thể phóng xuyên qua mái che buồng lái được sửa đổi đặc biệt để đảm bảo phóng an toàn ngay cả khi mái che buồng lái không bị thổi bay. Ghế sau khi phóng cũng có thể rải một đám mây các "mảnh nhỏ" phản xạ radar giúp bộ phận điều khiển không lưu dưới đất phát hiện ra nơi xảy ra vụ phóng và chỉ đạo các đội tìm kiếm cứu hộ đến khu vực thích hợp.

### Hệ thống điện tử hàng không
Hệ thống điện tử tiêu chuẩn của T-2(K) gồm một radar tìm kiếm và định vị Mitsubishi Electric J/AWG-11 gắn ở mũi máy bay; màn hình hiển thị tích hợp trên nón phi công Thomson-CSF (HUD) của Pháp, được sản xuất theo giấy phép của Mitsubishi Electric; một hệ thống tham chiếu và dẫn hướng tự động Lear-Siegler 501OBL (AHRS); đài radio tần số cực cao (UHF), hệ thống nhận dạng bạn hay thù (IFF) và hệ thống thu định vị đèn hiệu vô tuyến TACAN, tất cả đều được sản xuất tại Nhật Bản. Radar J/AWG-11 về cơ bản là một thành viên trong dòng họ radar trang bị cho F-4 Phantom của Hoa Kỳ, rất giống với AN/AWG-11 trên Phantom FG.1 của Hải quân Hoàng gia Anh. T-2(Z) trang bị thiếu radar, mặc dù rõ ràng hệ thống điện tử của nó giống với T-2(K).

## Lịch sử hoạt động

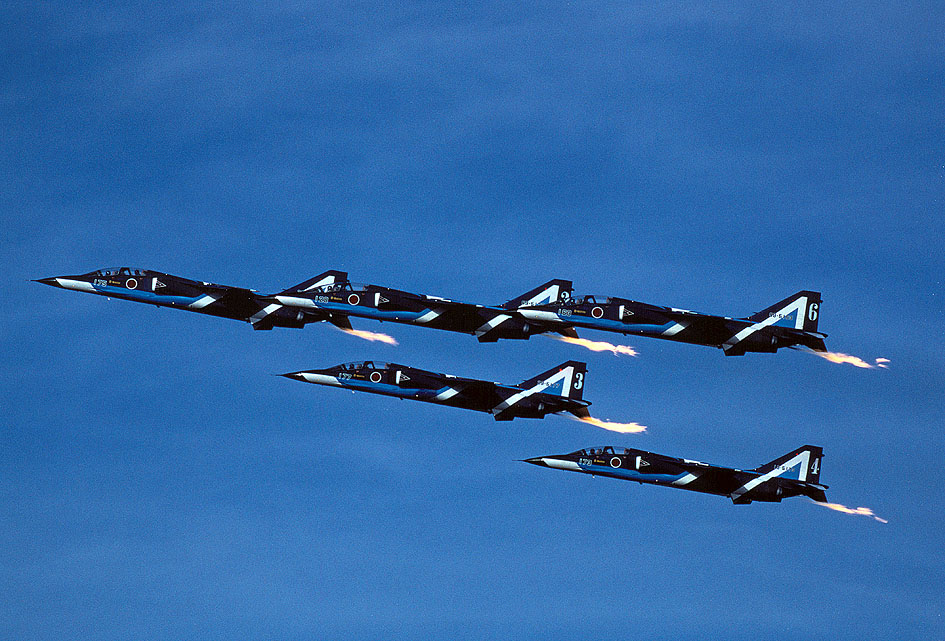
Những chiếc T-2 của đội bay trình diễn trên không Blue Impulse

XT-2 đổi tên thành T-2 vào ngày 29 tháng 8 năm 1973, chính thức đi vào hoạt động năm 1975, cho phép loại bỏ North American F-86 Sabre khỏi vai trò huấn luyện nâng cao. Đội biểu diễn nhào lộn trên không "Blue Impulse" của JASDF được tái trang bị T-2 vào mùa đông năm 1981–1982. Những chiếc T-2 đã từng được sử dụng bởi phi đội đối phương (phi đội được huấn luyện để hoạt động như một lực lượng đối lập trong diễn tập chiến tranh quân sự), về sau thay thế bằng McDonnell Douglas F-15 Eagle. Những chiếc T-2 cũng được sử dụng làm máy bay huấn luyện chuyển đổi cho các phi đội lái Mitsubishi F-1.
T-2 đã ngừng hoạt động toàn bộ vào năm 2006 và thay thế bằng máy bay huấn luyện nâng cao Kawasaki T-4.

## Biến thể
- XT-2 : Nguyên mẫu.
- T-2(Z) : (T-2 (前期型 Zenki-gata)) hay còn gọi là T-2A: Máy bay huấn luyện phản lực nâng cao hai chỗ ngồi (59 chiếc được bàn giao cho phi đội huấn luyện ASDF vào năm 1975).
- T-2(K) : (T-2 (後期型 Kouki-gata)) hay còn gọi là T-2B: Máy bay huấn luyện hai chỗ ngồi có trang bị vũ khí.
- T-2 CCV (ja) : Phương tiện Cấu hình Điều khiển thử nghiệm, có thêm ba cánh phụ nhỏ (canard): gồm hai cánh gắn ở hai bên thân trước cánh chính và một cánh ở dưới bụng.

## Quốc gia sử dụng
Nhật Bản
- Lực lượng Phòng vệ Trên không Nhật Bản

## Thông số kỹ thuật (T-2(K))
Dữ liệu lấy từ Jane's All The World's Aircraft 1976–1977

### Đặc điểm tổng quát
- Kíp lái: 2 người
- Chiều dài: 17,85 m (58 ft 7 in)
- Sải cánh: 7,88 m (25 ft 10 in)
- Chiều cao: 4,39 m (14 ft 5 in)
- Diện tích cánh: 21,8 m2 (235 ft2)
- Trọng lượng không tải: 6.197 kg (13.662 lb)
- Trọng lượng có tải: 9.675 kg (21.330 lb)
- Trọng lượng cất cánh tối đa: 12.800 kg (28.219 lb)[16]
- Sức chứa nhiên liệu: 3.823 lít chứa bên trong, và có thể mang theo thêm 3 thùng nhiên liệu phụ bên ngoài, thể tích mỗi thùng nhiên liệu phụ là 833 lít
- Động cơ: 2 × động cơ tuốc bin phản lực cánh quạt đốt sau Ishikawa-Harima TF40-801A, mỗi động cơ cung cấp lực đẩy khô 20,95 kN (4.710 lbf); và lực đẩy khi đốt nhiên liệu phụ trội tăng áp (đốt sau) là 31,76 kN (7,140 lbf)

### Hiệu suất bay
- Vận tốc tối đa: 1.700 km/h (1.100 dặm/giờ; 920 hải lý) ở độ cao 10.975 m (36.007 ft)[16]
- Tầm bay: 2.870 km (1.780 dặm, 1.550 hải lý) khi mang theo thêm 3 thùng nhiên liệu phụ bên ngoài
- Trần bay: 15.240 m (50.000 ft)
- Vận tốc tăng độ cao: 177,833 m/giây (35.006,5 ft/phút)

### Trang bị vũ khí
- Pháo: 1 × pháo JM61A1 20 mm
- Giá treo: 3 giá treo
- Tên lửa: 2 × tên lửa không đối không AIM-9 Sidewinder